# Al lupo al lupo
Pour plus de détails, voir Fiche technique et Distribution.
Al lupo al lupo est un film italien réalisé par Carlo Verdone, sorti en 1992.

## Fiche technique
- Titre : Al lupo al lupo
- Réalisation : Carlo Verdone
- Scénario : Carlo Verdone, Filippo Ascione, Leonardo Benvenuti et Piero De Bernardi
- Photographie : Danilo Desideri
- Montage : Antonio Siciliano
- Musique : Manuel De Sica
- Pays d'origine : Italie
- Genre : comédie
- Date de sortie : 1992

## Distribution
- Carlo Verdone : Gregorio Sagonà
- Sergio Rubini : Vanni Sagonà
- Francesca Neri : Livia Sagonà
- Barry Morse : Mario Sagonà
- Maria Mercader : présentatrice

## Récompense
- 1993 : prix Sergio-Leone au Festival du film italien d'Annecy.